# کامی اندرسون
کامی اندرسون (انگلیسی: Camille Anderson؛ زادهٔ ۱۲ مارس ۱۹۷۷) یک هنرپیشه اهل ایالات متحده آمریکا است.